# Дизи ле Гро
Дизи ле Гро (фр. Dizy-le-Gros) насеље је и општина у североисточној Француској у региону Пикардија, у департману Ен (Пикардија) која припада префектури Лаон.
По подацима из 2011. године у општини је живело 789 становника, а густина насељености је износила 39,53 становника/km². Општина се простире на површини од 19,96 km². Налази се на средњој надморској висини од 137 метара (максималној 162 m, а минималној 92 m).

## Демографија
| 1962. | 1968. | 1975. | 1982. | 1990. | 1999. | 2011. |
| ----- | ----- | ----- | ----- | ----- | ----- | ----- |
| 1.007 | 1.032 | 854   | 829   | 762   | 755   | 789   |

График промене броја становника у току последњих година